# 낙우송과

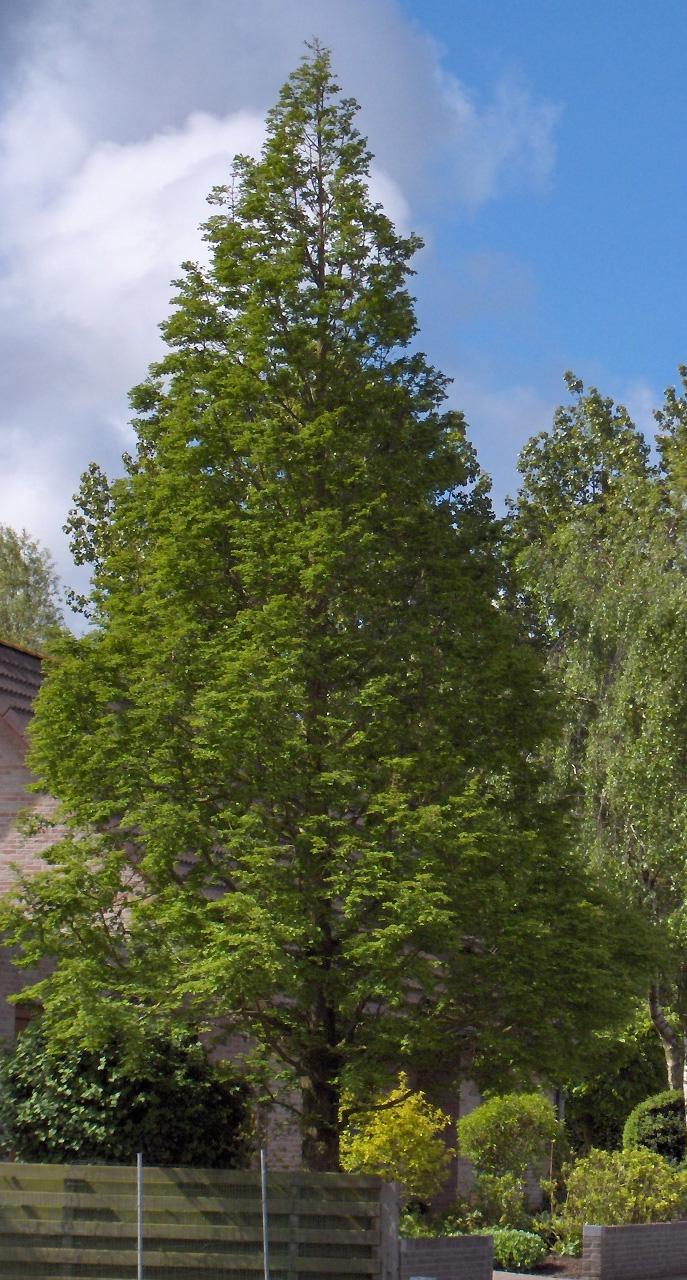

낙우송과(Taxodiaceae)는 구과목의 독립적인 과로 분류됐었다.
현재 국가생물종지식정보시스템에서는 낙우송과로 분류되어 있으나 일부 학자는 금송속을 제외하고 모두 측백나무과로 합쳐야 한다고 주장한다.
겉씨식물 구과목의 한 과로 세계에 8속 15종이 동아시아, 북아메리카 등에 분포한다. 한국에는 일본에서 들여온 삼나무(Ctyotomeria japonica)와 미국에서 들여온 낙우송(Taxodium distichum)을 재배하고 있다. 교목 또는 관목으로서 잎은 선형 또는 바늘 모양이며 상록 또는 낙엽성인데 나선상 또는 2개씩 달리거나 돌려난 것처럼 달린 것도 있다. 수꽃이삭은 작으나 여러 개가 모여서 달리며 목질 구과의 포(苞)와 실편은 부분적 또는 전체적으로 붙어 있다. 씨 가장자리에 날개 모양의 깃이 있다.
- 금송속(Sciadopitys)
- 낙우송속(Taxodium)
- 넓은잎삼나무속(Cunninghamia)
- 메타세쿼이아속(Metasequoia)
- 삼나무속(Cryptomeria)
- 세쿼이아덴드론속(Sequoiadendron)
- 세쿼이아속(Sequoia)
- 아트로탁시스속(Athrotaxis)
- 타이와니아속(Taiwania)
- Glyptostrobus